# ريكاردو أبو مهور
ريكاردو أبوموهور (بالإسبانية: Ricardo Abumohor)‏ (بالإسبانية: riˈkaɾðo aβumoˈoɾ) (من مواليد 9 يونيو 1942) هو رجل أعمال تشيلي من أصل فلسطيني، المالك الحالي لنادي أوبرا هيجينز من بريميرا ديفيسيون منذ عام 2006.
كان أيضًا رئيس الرابطة الوطنية لكرة القدم المهنية لمدة خمس سنوات،  حيث تأهل المنتخب الوطني التشيلي خلال فترته إلى كأس العالم لكرة القدم عام 1998 التي أقيمت في فرنسا بفضل المدرب نيلسون أكوستا. 
تمتلك شركة أبومهور مكانة عظيمة في ثاني أكبر مجموعة إعلامية في تشيلي. كان رئيس مجلس إدارة أكبر المؤسسات المصرفية الخاصة في تشيلي. منذ 18 يونيو 1996 كان رئيس مجلس إدارة بانكو إسرانو بالإضافة إلى العديد من الشركات التشيلية الكبرى الأخرى.